# 関憲太郎
関 憲太郎（せき けんたろう、1986年3月9日 - ）は、群馬県出身の元プロサッカー選手。現役時代のポジションはゴールキーパー (GK) 。

## 経歴

### アマチュア時代
前橋育英高から2年次に国見高に転入。3年時にインターハイ、全国高校選手権優勝を経験。同期に平山相太がいる。卒業後、明治大学に進学。4年時に関東大学リーグ優勝を経験し、MVPも獲得。同期に斎藤雅也、石井秀典がいる。

### ベガルタ仙台入団
2008年、Jリーグ2部（当時）のベガルタ仙台に入団。2009年にはJ1昇格も経験するが、林卓人がすでに正GKに君臨していたために公式戦出場機会はなかった。

#### 横浜FCへのレンタル移籍
2010年、J2横浜FCへ期限付き移籍。移籍後は、ガイナーレ鳥取から加入したベガルタ時代のチームメイトでもあるシュナイダー潤之介と激しくレギュラーを争った。この年はリーグ戦13試合に出場した。その後、移籍期間を2012年まで延長。2011年は全38試合に出場したが、2012年になるとシュナイダーにレギュラーを奪われた。シーズン終了後、レンタル移籍期間満了により仙台復帰。

### 仙台復帰後
復帰初年度の2013年は林の前に天皇杯1試合のみの出場に終わった。林がサンフレッチェ広島へと去り、指揮官が手倉森誠からグラハム・アーノルドに交代した2014年は、桜井繁やシュミット・ダニエルを抑えてポジションを確保。アーノルドはシーズン序盤で解任されたが、渡邉晋が就任してからもポジションをキープした。
2015年からは横浜F・マリノスから加入した六反勇治にポジションを奪われたが、六反の負傷離脱を機に正GKを奪還した。六反が清水エスパルスに移籍後は、松本山雅FCにレンタル移籍していたシュミットが復帰。ポジション争いを繰り広げた。シュミットに身長で約20cm劣るものの、正確なセービング能力と俊敏性で体格の差カバー、シュミットがキャンプで負傷し調整が遅れたこともあって、2年ぶりの開幕スタメンを獲得した。開幕節では5年ぶりのJ1復帰を果たした札幌を無失点に抑えて勝利すると、翌週の磐田戦でも無失点に抑え、自身初の開幕2試合連続完封を果たした。しかし、4月7日の第6節・浦和戦でクラブ史上ワーストの7失点を喫すると、翌節からシュミットに守護神の座を明け渡してしまう。それでもシュミットの負傷により9月23日の第27節・C大阪戦で約半年ぶりにリーグ戦スタメンを果たすと、完封こそ逃したものの再三の好セーブでチームの勝利に貢献、その後はシーズン終了までゴールマウスに立ち続けた。また、YBCルヴァンカップでは多くの試合に出場、経験の少ない味方選手を守備面で統率し、クラブ初のベスト4に貢献した。結局このシーズンはリーグ戦14試合を含む公式戦21試合に出場した。
2019年はシュミットが正GKを奪還し、控えに降格。シュミットがリーグ中盤戦にベルギー1部のシント＝トロイデンVVに移籍し、ポジション奪還かと思われたが、その穴を埋めるべく加入したヤクブ・スウォビィクが即レギュラーに君臨したため、引き続き控え生活となった。2020年になると小畑裕馬の台頭やチームの不調もあってベンチにすら入れなくなり、同シーズン限りでの契約満了が発表された。

### レノファ山口FC
2021年より、レノファ山口FCに移籍。
加入直後からレギュラーを務め、開幕戦は前年ポジションを争っていた吉満大介と山田元気を押しのけて先発に抜擢された。その後は自身が怪我で離脱した時期を除くと、シーズン通してレギュラーとして出場し、チームの残留に貢献した。
2024年10月2日、同シーズン限りで引退することが発表された。

### 引退後
2025年2月より、岐阜聖徳学園大学サッカー部のGKコーチに就任予定。

## 所属クラブ
- 藤岡市立神流小学校
- 藤岡市立北中学校
- 2001年 前橋育英高等学校
- 2002年 - 2003年 長崎県立国見高等学校
- 2004年 - 2007年 明治大学
- 2008年 - 2020年  ベガルタ仙台
  - 2010年 - 2012年  横浜FC (期限付き移籍)
- 2021年 -   レノファ山口FC

## 個人成績
| 国内大会個人成績 | 国内大会個人成績 | 国内大会個人成績 | 国内大会個人成績 | 国内大会個人成績 | 国内大会個人成績 | 国内大会個人成績 | 国内大会個人成績 | 国内大会個人成績 | 国内大会個人成績 | 国内大会個人成績 | 国内大会個人成績 |
| 年度             | クラブ           | 背番号           | リーグ           | リーグ戦         | リーグ戦         | リーグ杯         | リーグ杯         | オープン杯       | オープン杯       | 期間通算         | 期間通算         |
| 年度             | クラブ           | 背番号           | リーグ           | 出場             | 得点             | 出場             | 得点             | 出場             | 得点             | 出場             | 得点             |
| 日本             | 日本             | 日本             | 日本             | リーグ戦         | リーグ戦         | リーグ杯         | リーグ杯         | 天皇杯           | 天皇杯           | 期間通算         | 期間通算         |
| ---------------- | ---------------- | ---------------- | ---------------- | ---------------- | ---------------- | ---------------- | ---------------- | ---------------- | ---------------- | ---------------- | ---------------- |
| 2002             | 国見高           | 1                | -                | -                | -                | -                | -                | 3                | 0                | 3                | 0                |
| 2003             | 国見高           | 1                | -                | -                | -                | -                | -                | 2                | 0                | 2                | 0                |
| 2007             | 明大             | 1                | -                | -                | -                | -                | -                | 3                | 0                | 3                | 0                |
| 2008             | 仙台             | 21               | J2               | 0                | 0                | -                | -                | 0                | 0                | 0                | 0                |
| 2009             | 仙台             | 21               | J2               | 0                | 0                | -                | -                | 0                | 0                | 0                | 0                |
| 2010             | 横浜FC           | 31               | J2               | 13               | 0                | -                | -                | 1                | 0                | 14               | 0                |
| 2011             | 横浜FC           | 31               | J2               | 38               | 0                | -                | -                | 1                | 0                | 39               | 0                |
| 2012             | 横浜FC           | 31               | J2               | 8                | 0                | -                | -                | 1                | 0                | 9                | 0                |
| 2013             | 仙台             | 21               | J1               | 0                | 0                | 0                | 0                | 1                | 0                | 1                | 0                |
| 2014             | 仙台             | 21               | J1               | 33               | 0                | 1                | 0                | 1                | 0                | 35               | 0                |
| 2015             | 仙台             | 21               | J1               | 2                | 0                | 4                | 0                | 3                | 0                | 9                | 0                |
| 2016             | 仙台             | 21               | J1               | 20               | 0                | 4                | 0                | 1                | 0                | 25               | 0                |
| 2017             | 仙台             | 21               | J1               | 14               | 0                | 6                | 0                | 1                | 0                | 21               | 0                |
| 2018             | 仙台             | 21               | J1               | 16               | 0                | 2                | 0                | 2                | 0                | 20               | 0                |
| 2019             | 仙台             | 21               | J1               | 0                | 0                | 5                | 0                | 0                | 0                | 5                | 0                |
| 2020             | 仙台             | 21               | J1               | 0                | 0                | 0                | 0                | -                | -                | 0                | 0                |
| 2021             | 山口             | 21               | J2               | 36               | 0                | -                | -                | 0                | 0                | 36               | 0                |
| 2022             | 山口             | 21               | J2               | 36               | 0                | -                | -                | 0                | 0                | 36               | 0                |
| 2023             | 山口             | 21               | J2               | 23               | 0                | -                | -                | 0                | 0                | 23               | 0                |
| 通算             | 日本             | 日本             | J1               | 85               | 0                | 22               | 0                | 9                | 0                | 116              | 0                |
| 通算             | 日本             | 日本             | J2               | 154              | 0                | -                | -                | 3                | 0                | 157              | 0                |
| 通算             | 日本             | 日本             | 他               | -                | -                | -                | -                | 8                | 0                | 8                | 0                |
| 総通算           | 総通算           | 総通算           | 総通算           | 239              | 0                | 22               | 0                | 20               | 0                | 281              | 0                |

- Jリーグ初出場 - 2010年9月12日 J2第25節 東京ヴェルディ1969戦（ニッパツ三ツ沢球技場）